# Азиатский барсук
Азиа́тский барсу́к (лат. Meles leucurus) — вид хищных млекопитающих из семейства куньих (Mustelidae).

## Внешний вид

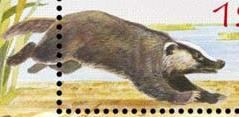
Азиатский барсук на почтовом блоке Казахстана, 2006

В целом азиатский барсук внешне схож с европейским барсуком, отличаясь размером и окраской. По размерам азиатский барсук — животное средних размеров, масса составляет до 25—30 кг, по другим данным, масса самцов доходит до 13 кг. Впрочем, показатели массы меняются в зависимости от времени года и упитанности той или иной особи. Половой диморфизм выражен слабо: длина тела самцов — 52,5—78 см, самок — 54—70 см.
Окрас азиатского барсука светлее, нежели у европейского, в частности, полосы на голове уже, и не покрывают уши, проходя выше основания ушных раковин. Преобладает желтовато-серый цвет, цвет полос на голове — коричневый. Несколько более насыщенная окраска азиатских барсуков к востоку от Забайкалья, например, дальневосточного подвида: у них преобладает буровато-серый цвет, с серебристостью, полосы на морде чёрные (на общем тёмном фоне окраса они слабо различимы), остальная часть морды коричневатых оттенков. Нос, лоб и щёки вне зависимости от местообитания у азиатского барсука окрашены светлее туловища, кончики ушей — белые. Линяет азиатский барсук раз в год, продолжительность линьки растянута с конца марта-апреля по сентябрь или середину октября.
Череп более угловатый, чем у европейского барсука и несколько мельче. Бакулюм длиной около 70 мм, сильно загнут посередине.

## Распространение
Азиатский барсук в широком смысле, включая амурского барсука (Meles leucurus amurensis, или Meles amurensis), населяет территорию России (от Волги, Каспийского моря и низовьев Камы до Южной Сибири; на Сахалине), Среднюю Азии (в частности, обитает в Казахстане, большой части Узбекистана и в северном Туркменистане), Монголию, Китай и Корейский полуостров. По-видимому, азиатский барсук в узком смысле распространён от Волги на западе до Большого Хингана на востоке, включая Сибирь, Среднюю Азию и южные регионы Китая, но исключая Дальний Восток (Приморье, Маньчжурию, Корейский полуостров), где обитает амурский барсук.

### Систематика
В отличие от европейского барсука, географическая изменчивость у азиатского выражена гораздо сильнее. В частности, она проявляется в уменьшении размеров с запада на восток и вышеупомянутое потемнение окраса. В Средней Азии живущие в горах особи окрашены темнее равнинных.
Согласно справочнику «Млекопитающие фауны России и сопредельных территорий», описано 7 подвидов азиатского барсука, из них на территории бывшего СССР обитают четыре, а в России — три:
- Meles leucurus arenarius Satunin, 1895 — песчаный азиатский барсук — распространён в южном Заволжье, на Урале и в равнинных областях Казахстана и Средней Азии. Окрас — светлый, желтовато-бурый.
- Meles leucurus tianshanensis Huene, 1910 — тяньшанский азиатский барсук — распространён на территории хребта Тянь-Шань. Окрас темнее, чем у предыдущего вида, с менее выраженными жёлтыми тонами (по окраске к этому ввиду близки алтайские барсуки из Алтая и с берегов озера Зайсан).
- Meles leucurus sibiricus Kastschenko, 1900 — сибирский азиатский барсук — распространён в Сибири до Забайкалья, также на территории Монголии. Окрас светло-серый, с желтоватым оттенком.
- Meles leucurus amurensis Schrenk, 1859 — амурский азиатский барсук — распространён в Приамурье и Приморье, за пределами России — в Корее и северо-восточном Китае. Окрас обычно серовато-коричневый.

В исследовании, опубликованном в 2025 году, А. Ю. Пузаченко, В. Г. Юдин и А. В. Абрамов пришли к выводу, что амурский барсук сохраняет некоторые краниометрические признаки предковой формы азиатского барсука (в узком смысле) и японского барсука и поэтому должен считаться отдельным видом Meles amurensis. Видовой статус амурского барсука был признан базой данных Американского общества маммологов (ASM Mammal Diversity Database).

## Образ жизни и питание

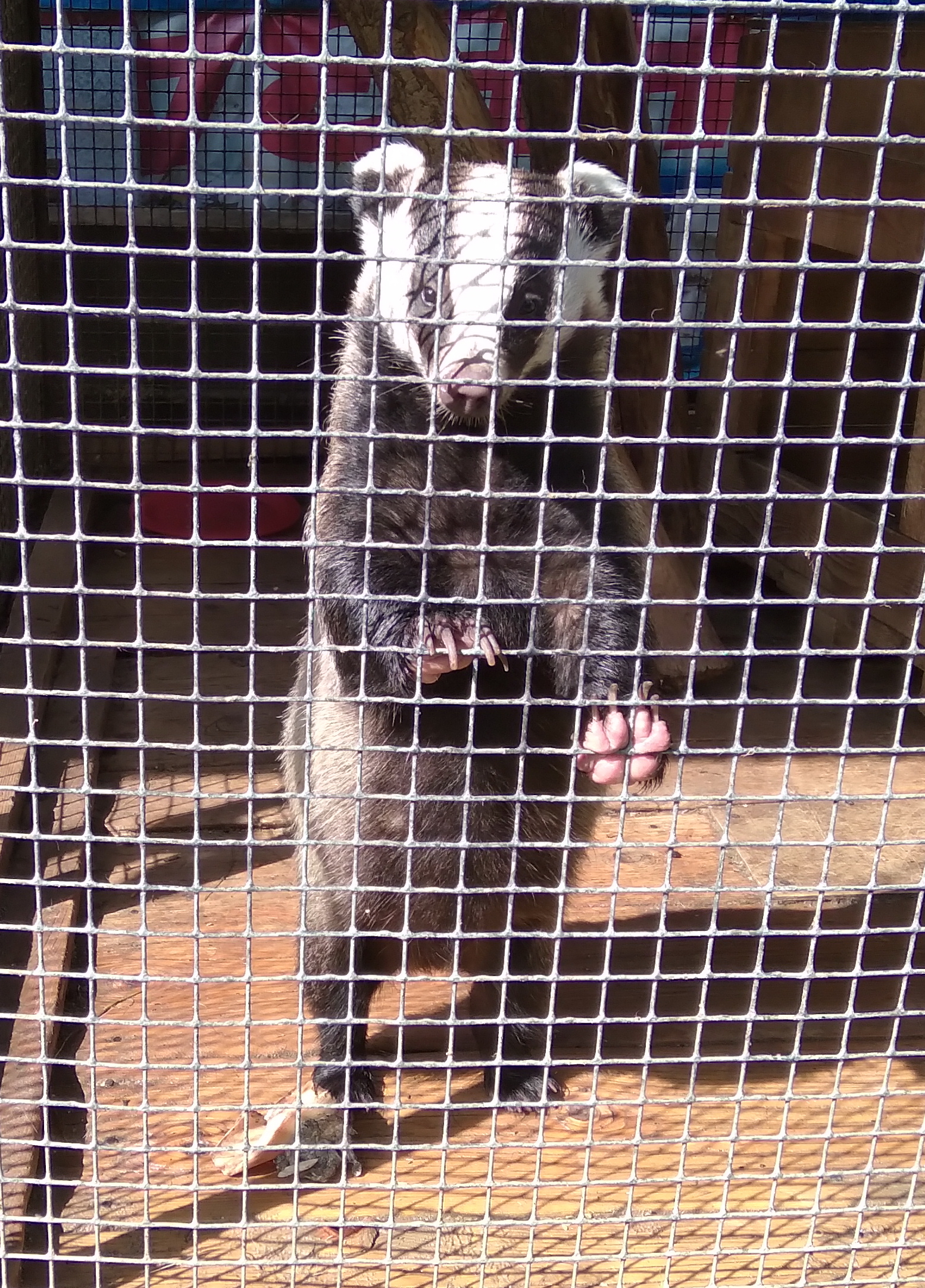
Азиатский барсук в зоопарке Северска (Томская область)

Образ жизни схож с таковым у европейского барсука. Из мест обитания предпочитает территории с относительно низкими зимними температурами. Азиатский барсук населяет преимущественно лиственные леса, хотя встречается в широком спектре биотопов от тайги до степей и полупустынь, в том числе и вблизи среды обитания человека, включая урбанизированные местности: так, барсуки зачастую встречаются на окраинах Новосибирска. Обитает как и на равнине, так и в горах. В Саянах, например, азиатский барсук добирается до высоты в 1000—1100 м, а в Джунгарском Алатау — до 2500 м. Северная граница ареала распространения в Западной Сибири — 64-65° с. ш., продвигаясь на восток, северная граница уходит вниз (например, в Якутии азиатский барсук отмечается лишь на юго-западе, притом, не исключено, что это разовые заходы отдельных животных).
Азиатский барсук ведёт ночной образ жизни. Он всеяден, хотя животная пища в рационе преобладает (так, в Хакасии животная пища в экскрементах встречается в 96,1% описанных случаев). Поедает растительную пищу, беспозвоночных, мелких грызунов, землероек и ежей. Касаемо беспозвоночных, в той же Хакасии в рационе насекомые отмечены в 91,8%, из них 77% составляют жесткокрылые (кроме того, из насекомых существенную роль играют жалящие перепончатокрылые — осы и шмели, так, на Урале они составляют 42%, а в Западной Сибири, в зависимости от времени года — от 31,6 до 34,4%); по тем же данным, 11,5% рациона составляют брюхоногие — улитки и слизни; также азиатские барсуки поедают червей, хотя в Хакассии они не отмечены. Позвоночные в рационе азиатских барсуков Хакассии отмечены в 67,2% случаев: преобладают мышевидные грызуны, реже насекомоядные, иногда добывает и более крупных млекопитающих, таких, как заяц-русак. Птиц и их яйца азиатский барсук употребляет реже, чем млекопитающих, вблизи водоёмов может поедать рыбу (так, в Хакасии, в рационе азиатских барсуков, живующих вблизи озера Иткуль присутствует молодь окуня). Растительный рацион состоит прежде всего из ягод (в Хакассии, где они отмечены в 37% случаев, в рационе преобладают клубника и черёмуха), также может поедать вегетативные части растений (вероятно, часть из них поедается случайно, попутно с ягодами) и злаки (из культурных злаков в Хакасии отмечен овёс).
Роет глубокие норы со сложным строением, зачастую одной особи принадлежит несколько нор. В горных местностях, в том числе и с выходом горных пород наружу, роящая активность низкая, и обитают азиатские барсуки в естественных расщелинах и пустотах. В северных районах зимой азиатские барсуки впадают в спячку, во время которой температура понижается в среднем на 6-7 °C, а в отдельные периоды и до 15-20 °С. Зимняя спячка длится с октября-ноября по март-апрель.

## Размножение
Данных о репродуктивной биологии азиатского барсука немного. Гон, по данным из Приморья длится с апреля по август. По данным с территории юга Красноярского края, начало гона приходится на выход барсуков из зимней спячки — в первых числах апреля; вероятно, на этой территории размножаются барсуки и в мае. Спаривание обычно происходит в апреле, примерно на 3-6 день после родов. Беременность длительная, как и у многих других куньих, с латентной стадией, позволяющей приостановить на время процесс эмбриогенеза. Общая длительность беременности доходит до 450 дней. Барсучата появляются на свет весной (так, в том же Приморье — в апреле-начале мая; а в Казахстане и Узбекистане — в марте-апреле), в помёте — 3-4 детёныша, максимум — 6.
В районах перекрывания ареалов происходит гибридизация азиатских барсуков с европейскими.

## Генетика
По данным из Китая, в кариотипе присутствуют 44 хромосомы и 72 плеча аутосом

## Хозяйственное значение
Как и европейский барсук, азиатский является промысловым видом, хозяйственное значение аналогично: как и европейского барсука, азиатского добывают ради шкуры и жира. Мясо азиатского барсука является съедобным, однако, как и в случае с европейским, азиатский барсук является переносчиком трихинеллёза — болезнью, вызываемой нематодами-трихинеллами, которые могут попасть в человеческое тело путём поедания мяса заражённого животного. Также он является переносчиком мезоцестоидоза — болезнью-гельминтозом, вызываемой ленточными червями (например, в Уссурийском заповеднике отмечены случаи обнаружения заражением цестодом Mesocestoides paucitesticulus).

## В культуре
- Среди орочей-охотников было не принято называть барсука по имени, вместо этого употреблялся эвфемизм «поверхность» («ојо̄»), в этом случае, по их представлениям, барсук будет ближе при раскопке его норы[28].
- Корейская народная сказка «Как барсук и куница судились» — по сюжету близка к венгерской народной сказке «Два жадных медвежонка»: куница и барсук не поделили кусок мяса, и поэтому они позвали рассудить лисицу. Она постепенно откусывала по кусочку до тех пор, пока от куска мяса ничего не осталось.
- «Страшный гость», алтайская народная сказка — барсук, услышав в своей норе громкий рык, сильно пугается и зовёт на помощь остальных лесных зверей. Однако выясняется, что на самом деле это во всю глотку храпел белый заяц, прикорнувший в барсучьей норе.